# Membros do National Inventors Hall of Fame
O Membros do National Inventors Hall of Fame (NIHF) inclui 405 inventores abarcando três séculos. John Fitch foi o primeiro deles a nascer, enquanto Mark Dean é atualmente o mais jovem.

## Campo
| * | Denota inventor que foi também agraciado com a Medalha de Honra IEEE do Instituto de Engenheiros Eletricistas e Eletrônicos. |

## A
| Induzido                | Nascimento | Morte           | Destaque                              | Ano  | NIHF |
| ----------------------- | ---------- | --------------- | ------------------------------------- | ---- | ---- |
| James Abercrombie       | 1891       | 1975            | Blowout preventer (BOP)               | 2020 |      |
| Edward Goodrich Acheson | 1856       | 1931            | Carbeto de silício                    | 1997 |      |
| Stewart Adams           | 1923       | 2019            | Ibuprofeno                            | 2022 |      |
| 1913                    | 2007       | Controle remoto | 2008                                  |      |      |
| Herman Affel            | 1893       | 1972            | Cabo coaxial                          | 2006 |      |
| Samuel W. Alderson      | 1914       | 2005            | Bonecos de teste de impacto           | 2013 |      |
| Ernst Alexanderson*     | 1878       | 1975            | Rádio                                 | 1983 |      |
| Andrew Alford           | 1904       | 1992            | VOR                                   | 1983 |      |
| Samuel Leeds Allen      | 1841       | 1918            | Disco SLED                            | 2007 |      |
| Luis Walter Alvarez     | 1911       | 1988            | Radar; Câmara de bolhas de hidrogênio | 1978 |      |
| Mary Anderson           | 1866       | 1953            | Limpador de para-brisa                | 2011 |      |
| Edwin Armstrong*        | 1890       | 1954            | Rádio FM                              | 1980 |      |
| Arthur Ashkin           | 1922       | —               | Pinça óptica                          | 2013 |      |
| Martin Atalla           | 1924       | —               | MOSFET                                | 2009 |      |

## B
| Induzido                    | Nascimento | Morte | Destaque                                                       | Ano  | NIHF |
| --------------------------- | ---------- | ----- | -------------------------------------------------------------- | ---- | ---- |
| Alpheus Babcock             | 1785       | 1842  | Piano com estrutura de ferro fundido                           | 2007 |      |
| George Herman Babcock       | 1832       | 1893  | Gerador de vapor                                               | 1997 |      |
| Leo Baekeland               | 1863       | 1944  | Baquelite                                                      | 1978 |      |
| Rodney Bagley               | 1934       | —     | Substratos para conversores catalíticos                        | 2002 |      |
| Matthias William Baldwin    | 1795       | 1886  | Locomotiva a vapor                                             | 2005 |      |
| Robert Banks                | 1921       | 1989  | Polipropileno                                                  | 2001 |      |
| Frederick Banting           | 1891       | 1941  | Isolou e purificou a insulina                                  | 2004 |      |
| Paul Baran                  | 1926       | —     | Comutação de pacotes                                           | 2007 |      |
| John Bardeen*               | 1908       | 1991  | Transistor                                                     | 1974 |      |
| Charles Donald Bateman      | 1932       | —     | Sistema de alerta de proximidade ao solo                       | 2005 |      |
| Andrew Jackson Beard        | 1849       | 1921  | Aprimoramento do acoplamento Janney para veículos ferroviários | 2006 |      |
| Arnold Orville Beckman      | 1900       | 2004  | pHmetro                                                        | 1987 |      |
| Semi Joseph Begun           | 1905       | 1995  | Fita magnética                                                 | 1998 |      |
| Alexander Graham Bell       | 1847       | 1922  | Telefone                                                       | 1974 |      |
| Ruth Rogan Benerito         | 1916       | —     | Algodão sem vinco                                              | 2008 |      |
| Willard Harrison Bennett    | 1903       | 1987  | Espectrometria de massa                                        | 1991 |      |
| Emile Berliner              | 1851       | 1929  | Gramofone e microfone                                          | 1994 |      |
| Henry Bessemer              | 1813       | 1898  | Processo de Bessemer para produção de aço                      | 2002 |      |
| Charles Herbert Best        | 1899       | 1978  | Isolamento da insulina                                         | 2004 |      |
| Erastus Brigham Bigelow     | 1814       | 1879  | Máquina de tecelagem                                           | 2006 |      |
| Gerd Binnig                 | 1947       | —     | Microscópio de corrente de tunelamento                         | 1994 |      |
| Forrest Bird                | 1921       | —     | Respirador                                                     | 1995 |      |
| Clarence Birdseye           | 1886       | 1956  | Alimento congelado                                             | 2005 |      |
| László Bíró                 | 1899       | 1985  | Caneta esferográfica                                           | 2007 |      |
| Harold Stephen Black        | 1898       | 1983  | Amplificador de retroalimentação                               | 1981 |      |
| Eli Whitney Blake           | 1795       | 1886  | Máquina de pedra britada                                       | 2007 |      |
| Helen Blanchard             | 1840       | 1922  | Inovações da máquina de costura                                | 2006 |      |
| Thomas Blanchard            | 1788       | 1864  | Torno mecânico padrão                                          | 2006 |      |
| Katharine Burr Blodgett     | 1898       | 1979  | Filme de Langmuir-Blodgett                                     | 2007 |      |
| Samuel Emil Blum            | 1920       | —     | Cirurgia de olhos LASIK                                        | 2002 |      |
| Baruch Blumberg             | 1925       | —     | Vacina para Hepatite B                                         | 1993 |      |
| James Bogardus              | 1800       | 1874  | Construção de estruturas de ferro                              | 2007 |      |
| Nils Bohlin                 | 1920       | —     | Cinto de segurança                                             | 2002 |      |
| Gail Borden                 | 1801       | 1874  | Processo para leite condensado                                 | 2006 |      |
| Carl Bosch                  | 1884       | 1940  | Síntese de Haber-Bosch para produção de amônia                 | 2006 |      |
| Amar Bose                   | 1929       | —     | Controle de feedback de áudio                                  | 2008 |      |
| Robert W. Bower             | 1936       | —     | MOSFET                                                         | 1997 |      |
| Seth Boyden                 | 1788       | 1870  | Processo de fabricação de ferro maleável                       | 2006 |      |
| Herbert Boyer               | 1936       | —     | Engenharia genética                                            | 2001 |      |
| Willard Boyle               | 1924       | —     | Dispositivo de carga acoplada                                  | 2006 |      |
| Milton Bradley              | 1836       | 1911  | Jogo de tabuleiro                                              | 2006 |      |
| Jacques Edwin Brandenberger | 1872       | 1954  | Celofane                                                       | 2006 |      |
| Charles Brannock            | 1903       | 1992  | Dispositivo de Brannock para medições do pé                    | 2007 |      |
| Walter Houser Brattain      | 1902       | 1987  | Transistor                                                     | 1974 |      |
| Rachel Fuller Brown         | 1898       | 1980  | Antifúngico nistatina                                          | 1994 |      |
| John Browning               | 1855       | 1926  | Rifle de retrocarga                                            | 2007 |      |
| Charles Francis Brush       | 1849       | 1929  | Lâmpada a arco voltaico para iluminação pública                | 2006 |      |
| Luther Burbank              | 1849       | 1926  | Melhoramento vegetal                                           | 1986 |      |
| Joseph H. Burckhalter       | 1912       | 2004  | Isotiocianato                                                  | 1995 |      |
| William Seward Burroughs    | 1857       | 1898  | Máquina de somar                                               | 1987 |      |
| William Merriam Burton      | 1865       | 1954  | Craqueamento catalítico                                        | 1984 |      |
| Vannevar Bush               | 1890       | 1974  | Analisador diferencial                                         | 2004 |      |

## C
| Induzido                   | Nascimento | Morte | Destaque                                 | Ano  | NIHF |
| -------------------------- | ---------- | ----- | ---------------------------------------- | ---- | ---- |
| Edward Augustin Calahan    | 1838       | 1912  | Fita telegráfica                         | 2006 |      |
| Donald Lewis Campbell      | 1904       | 2002  | Craqueamento catalítico                  | 1999 |      |
| Marvin Camras              | 1916       | 1995  | Gravação magnética                       | 1985 |      |
| Chester Carlson            | 1906       | 1968  | Processo xerográfico                     | 1981 |      |
| Wallace Carothers          | 1896       | 1937  | Borracha sintética                       | 1984 |      |
| Willis Carrier             | 1876       | 1950  | Condicionador de ar                      | 1985 |      |
| George Robert Carruthers   | 1939       | —     | Câmera ultravioleta                      | 2003 |      |
| George Washington Carver   | 1864       | 1943  | Produtos de amendoim                     | 1990 |      |
| Frank Cepollina            | 1936       | —     | Técnicas de manutenção de satélites      | 2003 |      |
| Vint Cerf                  | 1943       | —     | Protocolo de Internet (IP)               | 2006 |      |
| Daryl Chapin               | 1906       | 1995  | Célula solar                             | 2008 |      |
| Emmett Chappelle           | 1925       | —     | Bioluminescência                         | 2007 |      |
| John Charnley              | 1911       | 1982  | Cirurgia de substituição do quadril      | 2008 |      |
| Alfred Yi Cho*             | 1937       | —     | Epitaxia por feixe molecular             | 2009 |      |
| Georges Claude             | 1870       | 1960  | Luz neon                                 | 2007 |      |
| Josephine Cochrane         | 1839       | 1913  | Máquina de lavar louça                   | 2006 |      |
| Stanley Norman Cohen       | 1935       | —     | Engenharia genética                      | 2001 |      |
| James Collip               | 1892       | 1965  | Insulina isolada e purificada            | 2004 |      |
| Samuel Colt                | 1814       | 1862  | Revólver Colt com partes intercambiáveis | 2006 |      |
| Frank Benjamin Colton      | 1923       | 2003  | Pílula contraceptiva oral combinada      | 1988 |      |
| Lloyd Conover              | 1923       | —     | Tetraciclina                             | 1992 |      |
| William David Coolidge     | 1873       | 1975  | Ampola de raios X                        | 1975 |      |
| Peter Cooper               | 1791       | 1883  | Locomotiva a vapor                       | 2006 |      |
| Harry Coover               | 1917       | —     | Super Bonder                             | 2004 |      |
| George Henry Corliss       | 1817       | 1888  | Aprimoramentos do motor a vapor          | 2006 |      |
| Martha Coston              | 1826       | 1904  | Sinalizador para navios                  | 2006 |      |
| Frederick Gardner Cottrell | 1877       | 1948  | Precipitador eletrostático               | 1992 |      |
| Wallace H. Coulter         | 1913       | 1998  | Contador Coulter                         | 2004 |      |
| Joshua Lionel Cowen        | 1877       | 1965  | Ferromodelismo                           | 2007 |      |
| Eckley Coxe                | 1839       | 1895  | Fornalha de grelha móvel                 | 2006 |      |
| Seymour Cray               | 1925       | 1996  | Supercomputador                          | 1997 |      |
| George Crompton            | 1829       | 1886  | Tear                                     | 2007 |      |
| Glenn Hammond Curtiss      | 1878       | 1930  | Hidroavião                               | 2003 |      |
| David Cushman              | 1939       | 2000  | Captopril                                | 2007 |      |

## D
| Induzido               | Nascimento | Morte | Destaque                                        | Ano  | NIHF |
| ---------------------- | ---------- | ----- | ----------------------------------------------- | ---- | ---- |
| Gottlieb Daimler       | 1834       | 1900  | Projeto de motores de automóveis e motocicletas | 2006 |      |
| Raymond Vahan Damadian | 1936       | —     | Ressonância magnética                           | 1989 |      |
| Donald Davies          | 1924       | 2000  | Comutação de pacotes digital                    | 2007 |      |
| Lee De Forest*         | 1873       | 1961  | Detector de rádio Audion                        | 1977 |      |
| Georges de Mestral     | 1907       | 1990  | Velcro                                          | 1999 |      |
| Mark Dean              | 1957       | —     | Periféricos                                     | 1997 |      |
| John Deere             | 1804       | 1886  | Arado                                           | 1989 |      |
| Robert Heath Dennard*  | 1932       | —     | DRAM                                            | 1997 |      |
| Rudolf Diesel          | 1858       | 1913  | Motor de combustão interna                      | 1976 |      |
| Walt Disney            | 1901       | 1966  | Câmera multiplano                               | 2000 |      |
| Carl Djerassi          | 1923       | —     | Pílula contraceptiva oral combinada             | 1978 |      |
| Ray Dolby              | 1933       | —     | Redução de ruídos Dolby                         | 2004 |      |
| Herbert Henry Dow      | 1866       | 1930  | Extração do bromo                               | 1983 |      |
| Charles Stark Draper   | 1901       | 1987  | Giroscópio estabilizante                        | 1981 |      |
| Richard Gurley Drew    | 1899       | 1980  | Fita adesiva                                    | 2007 |      |
| Philip Drinker         | 1894       | 1972  | Ventilador pulmorar mecânico                    | 2007 |      |
| John Boyd Dunlop       | 1840       | 1921  | Pneumático                                      | 2006 |      |
| Graham John Durant     | 1934       | 2009  | Cimetidina                                      | 1990 |      |

## E
| Induzido               | Nascimento | Morte | Destaque                            | Ano  | NIHF |
| ---------------------- | ---------- | ----- | ----------------------------------- | ---- | ---- |
| George Eastman         | 1854       | 1932  | Fotografia                          | 1977 |      |
| J. Presper Eckert      | 1919       | 1995  | ENIAC                               | 2002 |      |
| Harold Eugene Edgerton | 1903       | 1990  | Fotografia estroboscópica           | 1986 |      |
| Thomas Edison          | 1847       | 1931  | Luz elétrica, fonógrafo             | 1973 |      |
| Alfred Einhorn         | 1856       | 1917  | Procaína                            | 2007 |      |
| Willem Einthoven       | 1860       | 1927  | Eletrocardiograma                   | 2008 |      |
| Gertrude Elion         | 1918       | 1999  | Remédio para tratamento da leucemia | 1991 |      |
| John Colin Emmett      | 1939       | —     | Cimetidina                          | 1990 |      |
| Douglas Engelbart      | 1925       | 2013  | Mouse                               | 1998 |      |
| John Ericsson          | 1803       | 1889  | Hélice                              | 1993 |      |
| Lloyd Espenschied*     | 1889       | 1986  | Cabo coaxial                        | 2006 |      |
| Oliver Evans           | 1755       | 1819  | Motor a vapor de alta pressão       | 2001 |      |
| Ole Evinrude           | 1877       | 1934  | Motor de popa                       | 2007 |      |

## F
| Induzido              | Nascimento | Morte | Destaque                                                                | Ano  | NIHF |
| --------------------- | ---------- | ----- | ----------------------------------------------------------------------- | ---- | ---- |
| Maxime Faget          | 1921       | 2004  | Cápsula espacial                                                        | 2003 |      |
| Federico Faggin       | 1941       | —     | CPU                                                                     | 1996 |      |
| Moses Gerrish Farmer  | 1820       | 1893  | Sistema eletrônico de alarme de incêndio                                | 2006 |      |
| Philo Farnsworth      | 1906       | 1971  | Televisão                                                               | 1984 |      |
| James Fergason        | 1934       | 2008  | Display de cristal líquido (LCD)                                        | 1998 |      |
| Enrico Fermi          | 1901       | 1954  | Fissão nuclear                                                          | 1976 |      |
| Reginald Fessenden*   | 1866       | 1932  | Rádio AM                                                                | 2000 |      |
| Harvey Firestone      | 1868       | 1938  | Pneu                                                                    | 2006 |      |
| John Fitch            | 1743       | 1798  | Barco a vapor                                                           | 2006 |      |
| Edith Marie Flanigen  | 1929       | —     | Peneira molecular                                                       | 2004 |      |
| Thomas J. Fogarty     | 1934       | —     | Cateter para embolectomia                                               | 2001 |      |
| Henry Ford            | 1863       | 1947  | Automóvel                                                               | 1982 |      |
| Jay Wright Forrester* | 1918       | —     | Memória RAM                                                             | 1979 |      |
| John E. Franz         | 1929       | —     | Roundup                                                                 | 2007 |      |
| Alfred Free           | 1913       | 2000  | Detecção de glucose para diabete                                        | 2000 |      |
| Helen Murray Free     | 1923       | —     | Detecção de glucose para diabete                                        | 2000 |      |
| Ross Freeman          | 1948       | 1989  | Circuito elétrico com elementos lógicos e interconectores configuráveis | 2009 |      |
| Dov Frohman           | 1939       | —     | EPROM                                                                   | 2009 |      |
| Calvin Souther Fuller | 1902       | 1994  | Célula solar                                                            | 2008 |      |
| Robert Fulton         | 1765       | 1815  | Barco a vapor                                                           | 2006 |      |

## G
| Induzido                | Nascimento | Morte | Destaque                               | Ano  | NIHF |
| ----------------------- | ---------- | ----- | -------------------------------------- | ---- | ---- |
| Robert Gallo            | 1937       | —     | Isolamento do HIV                      | 2004 |      |
| Charon Robin Ganellin   | 1934       | —     | Cimetidina                             | 1990 |      |
| Edmund Germer           | 1901       | 1987  | Lâmpada fluorescente                   | 1996 |      |
| Ivan Getting            | 1912       | 2003  | Global Positioning System (GPS)        | 2004 |      |
| John Heysham Gibbon     | 1903       | 1973  | Máquina coração-pulmão                 | 2004 |      |
| King Camp Gillette      | 1855       | 1932  | Aparelho de barbear                    | 2007 |      |
| Charles Ginsburg        | 1920       | 1992  | Gravação de fita de vídeo              | 1990 |      |
| Joseph Glidden          | 1813       | 1906  | Arame farpado                          | 2006 |      |
| Robert H. Goddard       | 1882       | 1945  | Foguetes                               | 1979 |      |
| William Goddard         | 1913       | 1997  | Disco rígido e disquete                | 2007 |      |
| Leopold Godowsky Júnior | 1900       | 1983  | Kodachrome                             | 2005 |      |
| Peter Carl Goldmark     | 1906       | 1977  | Gravação de LP                         | 2007 |      |
| Charles Goodyear        | 1800       | 1860  | Vulcanização da borracha               | 1976 |      |
| Robert Gore             | 1937       | 2020  | Gore-Tex                               | 2006 |      |
| Gordon Gould            | 1920       | 2005  | Laser                                  | 1991 |      |
| Zénobe Gramme           | 1826       | 1901  | Dínamo de corrente contínua            | 2006 |      |
| Elisha Gray             | 1835       | 1901  | Aprimoramento do telefone e telegrafia | 2007 |      |
| Wilson Greatbatch       | 1919       | —     | Marca-passo                            | 1986 |      |
| Leonard Greene          | 1918       | 2006  | Alerta de estol em aeronáutica         | 1991 |      |
| Leroy Grumman           | 1895       | 1982  | Trem de pouso retrátil                 | 2003 |      |
| Robert Gundlach         | 1926       | 2010  | Fotocopiadora                          | 2005 |      |

## H
| Induzido                   | Nascimento | Morte | Destaque                                                             | Ano  | NIHF |
| -------------------------- | ---------- | ----- | -------------------------------------------------------------------- | ---- | ---- |
| Fritz Haber                | 1868       | 1934  | Processo de Haber                                                    | 2006 |      |
| Charles Martin Hall        | 1863       | 1914  | Processo Hall-Héroult                                                | 1976 |      |
| Lloyd Hall                 | 1895       | 1971  | Conservação de alimentos                                             | 2004 |      |
| Robert N. Hall             | 1919       | —     | Magnetron                                                            | 1994 |      |
| Thomas Seavey Hall         | 1827       | 1880  | Sinalização ferroviária                                              | 2007 |      |
| Andrew Smith Hallidie      | 1836       | 1900  | Carruagem de cabos                                                   | 2006 |      |
| William Edward Hanford     | 1908       | 1996  | Poliuretano                                                          | 1991 |      |
| Elizabeth Lee Hazen        | 1885       | 1975  | Nistatina                                                            | 1994 |      |
| M. Stephen Heilman         | 1933       | —     | Desfibrilador                                                        | 2002 |      |
| George Heilmeier*          | 1936       | —     | Dispositivo eletro-óptico de cristal líquido                         | 2009 |      |
| Beulah Louise Henry        | 1887       | 1973  | Freezer para sorvete                                                 | 2006 |      |
| William Reddington Hewlett | 1913       | 2001  | Sinal de áudio                                                       | 1992 |      |
| Rene Alphonse Higonnet     | 1902       | 1983  | Máquina de fotocomposição                                            | 1985 |      |
| Maurice Hilleman           | 1919       | 2005  | Vacinas                                                              | 2007 |      |
| James Hillier              | 1915       | 2007  | Microscópio eletrônico                                               | 1980 |      |
| Richard March Hoe          | 1812       | 1886  | Prensa rotativa                                                      | 2006 |      |
| Jean Hoerni                | 1924       | 1997  | Processo de fabricação planar                                        | 2009 |      |
| Marcian Hoff               | 1937       | —     | Microprocessador                                                     | 1996 |      |
| Felix Hoffmann             | 1868       | 1946  | Ácido acetilsalicílico                                               | 2002 |      |
| John Paul Hogan            | 1919       | —     | Polipropileno e HDPE                                                 | 2001 |      |
| John Philip Holland        | 1840       | 1914  | Submarino                                                            | 2007 |      |
| Herman Hollerith           | 1860       | 1929  | Dados de gravação legíveis por máquina, cartão perfurado, tabuladora | 1990 |      |
| Alexander Lyman Holley     | 1832       | 1882  | Fabricação de aço                                                    | 2006 |      |
| Birdsill Holly             | 1820       | 1894  | Hidrante                                                             | 2006 |      |
| Donald Fletcher Holmes     | 1910       | 1980  | Poliuretano                                                          | 1991 |      |
| Nick Holonyak*             | 1928       | —     | Diodo emissor de luz                                                 | 2008 |      |
| Benjamin Holt              | 1849       | 1920  | Trator                                                               | 2006 |      |
| Leroy Hood                 | 1938       | —     | Sequenciador de DNA                                                  | 2007 |      |
| Erna Schneider Hoover      | 1926       | —     | Central telefônica computadorizada                                   | 2008 |      |
| Larry J. Hornbeck          | 1943       | —     | Modulador de luz espacial e método                                   | 2009 |      |
| Eugene Houdry              | 1892       | 1962  | Craqueamento catalítico                                              | 1990 |      |
| Godfrey Hounsfield         | 1919       | 2004  | Tomografia computadorizada                                           | 2007 |      |
| Elias Howe                 | 1819       | 1867  | Máquina de costura                                                   | 2004 |      |
| George Hulett              | 1846       | 1923  | Máquina de carga e descarga                                          | 2006 |      |
| Walter Hunt                | 1796       | 1859  | Alfinete de fralda                                                   | 2006 |      |
| John Wesley Hyatt          | 1837       | 1920  | Celuloide                                                            | 2006 |      |
| James Franklin Hyde        | 1903       | 1999  | Sílica transparente                                                  | 2000 |      |

## I
| Induzido        | Nascimento | Morte | Destaque            | Ano  | NIHF |
| --------------- | ---------- | ----- | ------------------- | ---- | ---- |
| Simon Ingersoll | 1818       | 1894  | Perfuratriz a vapor | 2006 |      |

## J
| Induzido                 | Nascimento | Morte | Destaque                                               | Ano  | NIHF |
| ------------------------ | ---------- | ----- | ------------------------------------------------------ | ---- | ---- |
| Ali Javan                | 1926       | —     | Laser de helio-neon                                    | 2006 |      |
| Alec Jeffreys            | 1950       | —     | Impressão genética                                     | 2005 |      |
| Amos Edward Joel*        | 1918       | 2008  | Conceito de comutação para telefones celulares         | 2008 |      |
| Clarence Johnson         | 1910       | 1990  | Caça (aeronave), meios de pós combustão para turbojato | 2008 |      |
| Frederick McKinley Jones | 1893       | 1961  | Refrigeração                                           | 2007 |      |
| Percy Lavon Julian       | 1899       | 1975  | Síntese de cortisona                                   | 1990 |      |

## K
| Induzido             | Nascimento | Morte | Destaque                                                                  | Ano  | NIHF |
| -------------------- | ---------- | ----- | ------------------------------------------------------------------------- | ---- | ---- |
| Robert Kahn          | 1938       | —     | Protocolo de Internet                                                     | 2006 |      |
| Dawon Kahng          | 1931       | 1992  | Dispositivo semicondutor controlado por campo elétrico, transistor MOSFET | 2009 |      |
| Charles Kaman        | 1919       | —     | Inovações do helicóptero                                                  | 2003 |      |
| Dean Kamen           | 1951       | —     | Bomba de infusão para ambulatório                                         | 2005 |      |
| Donald Keck          | 1941       | —     | Fibra óptica                                                              | 1993 |      |
| John Harvey Kellogg  | 1852       | 1943  | Cereal matinal                                                            | 2006 |      |
| Charles Kelman       | 1930       | 2004  | Cirurgia de catarata                                                      | 1990 |      |
| Charles Kettering    | 1876       | 1958  | Automóvel                                                                 | 1980 |      |
| Mary Dixon Kies      | 1752       | 1837  | Processo para tecelagem de palha                                          | 2006 |      |
| Jack Kilby*          | 1923       | 2005  | Circuito integrado                                                        | 1982 |      |
| Albert Kingsbury     | 1863       | 1943  | Rolamento                                                                 | 2007 |      |
| Dale Kleist          | 1909       | 1998  | Fibra de vidro                                                            | 2006 |      |
| Margaret E. Knight   | 1838       | 1914  | máquina de saco de papel                                                  | 2006 |      |
| Willem Johan Kolff   | 1911       | 2009  | Coração artificial                                                        | 1985 |      |
| Paul Kollsman        | 1900       | 1982  | Altímetro                                                                 | 2003 |      |
| William Justin Kroll | 1889       | 1973  | Titânio                                                                   | 2000 |      |
| Raymond Kurzweil     | 1948       | —     | Reconhecimento ótico de caracteres                                        | 2002 |      |
| Stephanie Kwolek     | 1923       | —     | Kevlar                                                                    | 1995 |      |

## L
| Induzido                  | Nascimento | Morte | Destaque                                    | Ano  | NIHF |
| ------------------------- | ---------- | ----- | ------------------------------------------- | ---- | ---- |
| Irwin Lachman             | 1930       | —     | Conversor catalítico                        | 2002 |      |
| Edwin Land                | 1909       | 1991  | Polaroide                                   | 1977 |      |
| Alois Langer              | 1945       | —     | Desfibrilador                               | 2002 |      |
| Robert Langer             | 1948       | —     | Entrega de medicamentos                     | 2006 |      |
| Irving Langmuir           | 1881       | 1957  | Iluminação elétrica                         | 1989 |      |
| Lorenzo Langstroth        | 1810       | 1895  | Colmeia                                     | 2007 |      |
| Lewis Howard Latimer      | 1848       | 1928  | Filamento para lâmpada incandescente        | 2002 |      |
| Paul Christian Lauterbur* | 1929       | 2007  | Imagem por ressonância magnética            | 2007 |      |
| Ernest Lawrence           | 1901       | 1958  | Cíclotron                                   | 1982 |      |
| Bill Lear                 | 1902       | 1978  | Sistema Stereo 8, som automotivo            | 1993 |      |
| Robert Ledley             | 1926       | —     | Tomografia computadorizada do corpo inteiro | 1990 |      |
| Ronald M. Lewis           | 1936       | —     | Conversor catalítico                        | 2002 |      |
| Edwin Albert Link         | 1904       | 1981  | Link Trainer                                | 2003 |      |
| Oliver Joseph Lodge       | 1851       | 1940  | Telegrafia sem fios                         | 2007 |      |
| Auguste Lumière           | 1852       | 1954  | Cinematógrafo                               | 2007 |      |
| Louis Lumière             | 1864       | 1948  | Cinematógrafo                               | 2007 |      |
| John Lynott               | 1921       | 1994  | Unidade de disco rígido                     | 2007 |      |

## M
| Induzido               | Nascimento | Morte | Destaque                                        | Ano  | NIHF |
| ---------------------- | ---------- | ----- | ----------------------------------------------- | ---- | ---- |
| John Macdougall        | 1940       | —     | Implantação de íons                             | 2009 |      |
| Theodore Harold Maiman | 1927       | —     | Laser                                           | 1984 |      |
| Ken Manchester         | 1925       | —     | Implantação de íons                             | 2009 |      |
| Leopold Mannes         | 1899       | 1964  | Kodachrome                                      | 2005 |      |
| Peter Mansfield        | 1933       | —     | Imagem por ressonância magnética                | 2007 |      |
| Guglielmo Marconi*     | 1874       | 1937  | Rádio                                           | 1975 |      |
| Homer Martin           | 1910       | 1993  | Craqueamento catalítico                         | 1999 |      |
| John Landis Mason      | 1832       | 1902  | Pote de Mason                                   | 2006 |      |
| Jan Ernst Matzeliger   | 1852       | 1889  | Sapato durável                                  | 2006 |      |
| John Mauchly           | 1907       | 1980  | ENIAC                                           | 2002 |      |
| Robert Maurer          | 1924       | —     | Fibra óptica                                    | 1993 |      |
| Hiram Maxim            | 1840       | 1916  | Metralhadora                                    | 2006 |      |
| Wilhelm Maybach        | 1846       | 1929  | Carburador e radiador                           | 2007 |      |
| Stanley Mazor          | 1941       | —     | Unidade central de processamento (CPU)          | 1996 |      |
| Cyrus McCormick        | 1809       | 1884  | Ceitadora mecânica                              | 1976 |      |
| Elijah McCoy           | 1844       | 1929  | Lubrificantes de motores                        | 2001 |      |
| Ray McIntire           | 1918       | 1996  | Styrofoam                                       | 2008 |      |
| Malcom McLean          | 1913       | 2001  | Contêiner                                       | 2008 |      |
| Harold McMaster        | 1916       | 2003  | Vidro temperado                                 | 2008 |      |
| Carver Mead            | 1934       | —     | Very Large Scale Integration (VLSI)             | 2009 |      |
| Ottmar Mergenthaler    | 1854       | 1899  | Linotipo                                        | 1982 |      |
| Robert Metcalfe*       | 1946       | —     | Ethernet                                        | 2007 |      |
| Thomas Midgley, Jr.    | 1889       | 1944  | Gasolina tetraetilchumbo                        | 2003 |      |
| Alexander Miles        | 1838       | 1918  | Portas de elevadors                             | 2007 |      |
| Lewis Miller           | 1829       | 1899  | Colheitadeira                                   | 2006 |      |
| Irving Millman         | 1923       | —     | Vacina para Hepatite B                          | 1993 |      |
| Michel Mirowski        | 1924       | 1990  | Desfibrilador                                   | 2002 |      |
| Dennis Moeller         | 1950       | —     | Periféricos de computador                       | 1997 |      |
| Bryan Molloy           | 1939       | 2004  | Prozac                                          | 1999 |      |
| Luc Montagnier         | 1932       | —     | Isolamento do HIV e teste de anticorpos         | 2004 |      |
| Gordon Moore*          | 1929       | —     | Produção de semicondutores                      | 2009 |      |
| Garrett A. Morgan      | 1887       | 1963  | Máscara respiratória                            | 2005 |      |
| Samuel Morse           | 1791       | 1872  | Telegrafia                                      | 1975 |      |
| Morton Mower           | 1933       | —     | Desfibrilador cardíaco implantável              | 2002 |      |
| Andrew Jackson Moyer   | 1899       | 1959  | Penicilina                                      | 1987 |      |
| Louis Moyroud          | 1914       | —     | Composição fotográfica                          | 1985 |      |
| Kary Mullis            | 1944       | —     | Reação em cadeia da polimerase                  | 1998 |      |
| Eger V. Murphree       | 1898       | 1962  | Craqueamento catalítico                         | 1999 |      |
| William P. Murphy Jr.  | 1923       | —     | Bolsa de sangue e bandejas médicas descartáveis | 2008 |      |

## N
| Induzido              | Nascimento | Morte | Destaque           | Ano  | NIHF |
| --------------------- | ---------- | ----- | ------------------ | ---- | ---- |
| Julius Nieuwland      | 1878       | 1936  | Borracha sintética | 1996 |      |
| Alfred Nobel          | 1833       | 1896  | Dinamite           | 1998 |      |
| Arthur Nobile         | 1920       | 2004  | Prednisona         | 1996 |      |
| John Knudsen Northrop | 1895       | 1981  | Asa voadora        | 2003 |      |
| Robert Noyce*         | 1927       | 1990  | Circuito integrado | 1983 |      |

## O
| Induzido             | Nascimento | Morte | Destaque                                      | Ano  | NIHF |
| -------------------- | ---------- | ----- | --------------------------------------------- | ---- | ---- |
| Bernard Oliver       | 1916       | 1995  | Modulação por código de pulsos                | 2004 |      |
| Ken Olsen            | 1926       | —     | Memória de ferrite                            | 1990 |      |
| Miguel Ondetti       | 1930       | 2004  | Captopril                                     | 2007 |      |
| Elisha Otis          | 1811       | 1861  | Freio de elevador                             | 1988 |      |
| Nikolaus Otto        | 1832       | 1891  | Ciclo de Otto para motor de combustão interna | 1981 |      |
| Michael Joseph Owens | 1859       | 1923  | Máquina de fabricar garrafas                  | 2007 |      |

## P
| Induzido               | Nascimento | Morte | Destaque                               | Ano  | NIHF |
| ---------------------- | ---------- | ----- | -------------------------------------- | ---- | ---- |
| Charles Grafton Page   | 1812       | 1868  | Bobina indutora de alta voltagem       | 2006 |      |
| William Painter        | 1838       | 1906  | Tampa de garrafa                       | 2006 |      |
| David Pall             | 1914       | 2004  | Tecnologia da filtração                | 2008 |      |
| Julio Palmaz           | 1945       | —     | Stent intravascular                    | 2006 |      |
| Louis W. Parker        | 1906       | 1993  | Televisor                              | 1988 |      |
| Bradford Parkinson     | 1935       | —     | Sistema de posicionamento global (GPS) | 2004 |      |
| John T. Parsons        | 1913       | 2007  | Controle Numérico Computadorizado      | 1993 |      |
| Louis Pasteur          | 1822       | 1895  | Pasteurização                          | 1978 |      |
| Les Paul               | 1915       | 2009  | Guitarra elétrica de corpo sólido      | 2005 |      |
| Gerald Pearson         | 1905       | 1987  | Célula solar                           | 2008 |      |
| Lester Allan Pelton    | 1829       | 1908  | Roda de água                           | 2006 |      |
| Thomas R. Pickering    | 1831       | 1895  | Velocípede                             | 2007 |      |
| John Robinson Pierce*  | 1910       | 2002  | Satélite de comunicação                | 2003 |      |
| Gregory Goodwin Pincus | 1903       | 1967  | Pílula contraceptiva oral combinada    | 2006 |      |
| Charles J. Plank       | 1915       | 1989  | Craqueamento catalítico                | 1979 |      |
| Roy J. Plunkett        | 1910       | 1994  | Teflon                                 | 1985 |      |
| George Pullman         | 1831       | 1897  | Vagão Pullman                          | 2006 |      |

## R
| Induzido               | Nascimento | Morte | Destaque                                                   | Ano  | NIHF |
| ---------------------- | ---------- | ----- | ---------------------------------------------------------- | ---- | ---- |
| Jacob Rabinow          | 1910       | 1999  | Reconhecimento ótico de caracteres                         | 2005 |      |
| Louis Renault          | 1877       | 1944  | Freio a tambor                                             | 2007 |      |
| Jesse Reno             | 1861       | 1947  | Escada rolante                                             | 2007 |      |
| Kenneth Richardson     | 1939       | —     | Fluconazol                                                 | 2008 |      |
| Norbert Rillieux       | 1806       | 1894  | Açúcar refinado                                            | 2004 |      |
| Robert Rines           | 1922       | —     | Radar e sonar de alta resolução                            | 1994 |      |
| John Augustus Roebling | 1806       | 1869  | Ponte pênsil                                               | 2004 |      |
| John Raphael Rogers    | 1856       | 1934  | Formatação de texto automatizada                           | 2007 |      |
| Heinrich Rohrer        | 1933       | —     | Microscópio de corrente de tunelamento                     | 1994 |      |
| Harold Rosen           | 1926       | —     | Satélite de comunicação com sincronia estabilizada de spin | 2003 |      |
| Edward Rosinski        | 1921       | 2000  | Craqueamento catalítico                                    | 1979 |      |
| Benjamin Rubin         | 1917       | —     | Agulha para vacina                                         | 1992 |      |

## S
| Induzido                    | Nascimento | Morte | Destaque                             | Ano  | NIHF |
| --------------------------- | ---------- | ----- | ------------------------------------ | ---- | ---- |
| Lewis Hastings Sarett       | 1917       | 1999  | Cortisona                            | 1980 |      |
| Joseph Saxton               | 1799       | 1873  | Instrumentos de medida               | 2006 |      |
| Arthur Schawlow             | 1921       | 1999  | Laser                                | 1996 |      |
| Klaus Schmiegel             | 1939       | —     | Fluoxetina                           | 1999 |      |
| Peter Schultz               | 1942       | —     | Fibra óptica                         | 1993 |      |
| Glenn Theodore Seaborg      | 1912       | 1999  | Isolamento do plutônio               | 2005 |      |
| Charles Seeberger           | 1857       | 1931  | Escada rolante                       | 2007 |      |
| Robert J. Seiwald           | 1925       | —     | Isotiocianato                        | 1995 |      |
| William Sellers             | 1824       | 1905  | Aprimoramento de máquinas ferramenta | 2007 |      |
| Waldo Semon                 | 1898       | 1999  | Cloreto de polivinila (PVC)          | 1995 |      |
| Gerhard Sessler             | 1931       | —     | Microfone                            | 1999 |      |
| Claude Shannon*             | 1916       | 2001  | Modulação por código de pulsos       | 2004 |      |
| John Clark Sheehan          | 1915       | 1992  | Estrutura e síntese de penicilina    | 1995 |      |
| Patsy O'Connell Sherman     | 1930       | 2008  | Scotchgard                           | 2001 |      |
| William Bradford Shockley*  | 1910       | 1989  | Transistor                           | 1974 |      |
| Christopher Sholes          | 1819       | 1890  | Máquina de escrever                  | 2001 |      |
| Frederick Ellsworth Sickels | 1819       | 1895  | Válvula para motor a vapor           | 2007 |      |
| Igor Sikorsky               | 1889       | 1972  | Helicóptero                          | 1987 |      |
| Samuel Slater               | 1768       | 1835  | Moinho de algodão                    | 2007 |      |
| Russell Games Slayter       | 1896       | 1964  | Fibra de vidro                       | 2006 |      |
| George Smith                | 1930       | —     | Dispositivo de carga acoplada        | 2006 |      |
| Samuel Smith                | 1927       | 2005  | Scotchgard                           | 2001 |      |
| James Murray Spangler       | 1848       | 1915  | Aspirador elétrico portátil          | 2006 |      |
| Percy Spencer               | 1894       | 1970  | Magnetron                            | 1999 |      |
| Elmer Ambrose Sperry        | 1860       | 1930  | Bússola giroscópica                  | 1991 |      |
| Frank Julian Sprague        | 1857       | 1934  | Bonde elétrico                       | 2006 |      |
| Rangaswamy Srinivasan       | 1929       | —     | Cirurgia ocular por LASIK            | 2002 |      |
| William Stanley             | 1858       | 1916  | Corrente alternada                   | 1995 |      |
| Charles Proteus Steinmetz   | 1865       | 1923  | Corrente alternada                   | 1977 |      |
| Leo Sternbach               | 1908       | 2005  | Benzodiazepina                       | 2005 |      |
| John Stevens                | 1749       | 1838  | Transporte por motor a vapor         | 2006 |      |
| Louis Stevens               | 1925       | —     | Armazenamento em disco magnético     | 2008 |      |
| George Stibitz              | 1904       | 1995  | Computador                           | 1983 |      |
| Almon Brown Strowger        | 1829       | 1908  | Telefone de disco                    | 2006 |      |
| Gideon Sundbäck             | 1880       | 1954  | Zíper                                | 2006 |      |
| Ambrose Swasey              | 1846       | 1937  | Aprimoramento do telescópio          | 2006 |      |
| Leó Szilard                 | 1898       | 1964  | Reator nuclear                       | 1996 |      |

## T
| Induzido               | Nascimento | Morte | Destaque                                  | Ano  | NIHF |
| ---------------------- | ---------- | ----- | ----------------------------------------- | ---- | ---- |
| Donalee L. Tabern      | 1900       | 1974  | Tiopental                                 | 1986 |      |
| Charles Sumner Tainter | 1854       | 1940  | Inovações em gravação e reprodução sonora | 2006 |      |
| Gordon Kidd Teal*      | 1907       | 2003  | Transístor                                | 2009 |      |
| Eli Terry              | 1772       | 1852  | Inovações em fabricação de relógios       | 2007 |      |
| Nikola Tesla           | 1856       | 1943  | Motor de indução                          | 1975 |      |
| John H. Thomas         | 1907       | 1991  | Fiberglass                                | 2006 |      |
| Elihu Thomson          | 1853       | 1937  | Lâmpada a arco voltaico                   | 2006 |      |
| Louis Comfort Tiffany  | 1848       | 1933  | Vitral                                    | 2007 |      |
| Henry Timken           | 1831       | 1909  | Rolamento de rolos cônicos                | 1998 |      |
| Max Tishler            | 1906       | 1989  | Vitaminas sintétics                       | 1982 |      |
| Charles Hard Townes*   | 1915       | —     | Laser                                     | 1976 |      |
| Charles Tyson          | 1905       | 1977  | Craqueamento catalítico                   | 1999 |      |

## U
| Induzido               | Nascimento | Morte | Destaque                 | Ano  | NIHF |
| ---------------------- | ---------- | ----- | ------------------------ | ---- | ---- |
| William Erastus Upjohn | 1863       | 1932  | Comprimido para remédios | 2006 |      |

## V
| Induzido               | Nascimento | Morte | Destaque        | Ano  | NIHF |
| ---------------------- | ---------- | ----- | --------------- | ---- | ---- |
| Theophilus Van Kannel  | 1841       | 1919  | Porta giratória | 2007 |      |
| Ernest Volwiler        | 1893       | 1992  | Tiopental       | 1986 |      |
| Theodore von Kármán    | 1881       | 1963  | Turbojato       | 2003 |      |
| Hans von Ohain         | 1911       | 1998  | Motor a jato    | 2003 |      |
| Ferdinand von Zeppelin | 1838       | 1917  | Dirigível       | 2006 |      |

## W
| Induzido                | Nascimento | Morte | Destaque                                                                | Ano  | NIHF |
| ----------------------- | ---------- | ----- | ----------------------------------------------------------------------- | ---- | ---- |
| Selman Waksman          | 1888       | 1973  | Estreptomicina                                                          | 2005 |      |
| An Wang                 | 1920       | 1990  | Memória de ferrite                                                      | 1988 |      |
| Frank Wanlass           | 1933       | —     | CMOS                                                                    | 2009 |      |
| Lewis Waterman          | 1837       | 1901  | Caneta-tinteiro                                                         | 2006 |      |
| James Edward Maceo West | 1931       | —     | Microfone                                                               | 1999 |      |
| George Westinghouse     | 1846       | 1914  | Corrente alternada                                                      | 1989 |      |
| Edward Weston           | 1850       | 1936  | Voltímetro portátil                                                     | 2006 |      |
| Squire Whipple          | 1804       | 1888  | Ponte treliçada de ferro                                                | 2007 |      |
| Richard Whitcomb        | 1921       | —     | Aerofólio supercrítico                                                  | 2003 |      |
| Eli Whitney             | 1765       | 1825  | Descaroçador de algodão                                                 | 1974 |      |
| Frank Whittle           | 1907       | 1996  | Motor a jato                                                            | 2003 |      |
| Otto Wichterle          | 1913       | 1998  | Lentes de contato maleáveis                                             | 2007 |      |
| Bob Widlar              | 1939       | 1991  | Esquema de polarização especialmente adequado para circuitos integrados | 2009 |      |
| Stephen Wilcox          | 1830       | 1893  | Caldeira (gerador de vapor)                                             | 1997 |      |
| Robert Runnels Williams | 1886       | 1965  | Síntese de vitaminas                                                    | 1991 |      |
| Sam Barlow Williams     | 1921       | 2009  | Contribuições para o motor a jato                                       | 2003 |      |
| Alexander Winton        | 1860       | 1932  | Contribuições para o automóvel, bicicleta e motor a diesel              | 2006 |      |
| Granville Woods         | 1856       | 1910  | Telegrafia ferroviária                                                  | 2006 |      |
| Steve Wozniak           | 1950       | —     | Computador pessoal                                                      | 2000 |      |
| Orville Wright          | 1871       | 1948  | Avião                                                                   | 1975 |      |
| Wilbur Wright           | 1867       | 1912  | Avião                                                                   | 1975 |      |
| James Wynne             | 1943       | —     | Cirurgia ocular por LASIK                                               | 2002 |      |

## Y
| Induzido   | Nascimento | Morte | Destaque              | Ano  | NIHF |
| ---------- | ---------- | ----- | --------------------- | ---- | ---- |
| Linus Yale | 1821       | 1868  | Fechadura de cilindro | 2006 |      |

## Z
| Induzido           | Nascimento | Morte | Destaque                       | Ano  | NIHF |
| ------------------ | ---------- | ----- | ------------------------------ | ---- | ---- |
| Frank Zamboni      | 1901       | 1988  | Máquina de nivelamento de gelo | 2007 |      |
| Vladimir Zworykin* | 1888       | 1982  | Tubo de raios catódicos        | 1977 |      |